# Adolf van der Aa
Adolf van der Aa († Jemgum, 1568) was een Nederlands edelman en lid van het Eedverbond der Edelen. Hij zou in 1567 te Antwerpen volk aangeworven hebben voor een aanslag op Walcheren en werd onder de hertog van Alva verbannen en sneuvelde in de Slag bij Jemmingen.